# Dansk Biblioteksforskning
Dansk Biblioteksforskning var et fagfællebedømt tidsskrift der blev udgivet af Det Informationsvidenskabelige Akademi.
Før 2005 hed tidsskriftet Biblioteksarbejde og i 2011 blev tidsskriftet videreført under titlen Nordisk Tidsskrift for Informationsvidenskab og Kulturformidling.
Karen Margrethe Ørnstrup var redaktør.
Tidsskriftet var hovedsagligt på dansk, men artikler på svensk og engelsk sås også.
Digitaliserede udgaver af artiklerne fra tidsskriftet er tilgængelig fra platformen tidsskrift.dk.